# Poa ligulata
Poa ligulata är en gräsart som beskrevs av Pierre Edmond Boissier. Poa ligulata ingår i släktet gröen, och familjen gräs. Inga underarter finns listade i Catalogue of Life.